# Kafjesbruin
Het kafjesbruin (anam. Septoria nodorum syn. Stagonospora nodorum (Berk.) E. Castell. & Germano) is een schimmelziekte die behoort tot de familie Phaeosphaeriaceae en de stam Ascomycota. De geslachtelijke (teleomorfe) fase staat bekend onder de naam Phaeosphaeria nodorum syn. Leptosphaeria nodorum E. Müller. De schimmel komt vooral voor op tarwe, maar kan ook rogge en triticale aantasten. Op de bladeren en bladscheden ontstaan donkerbruine vlekken vaak omgeven met een lichte kring. De schimmel doodt door de afgifte van een toxine de plantencellen, waarna de voedingsstoffen voor de schimmel vrij komen. Enkele weken voor het afrijpen ontstaan op de toppen van de kafjes bruine strepen, die later overgaan in donkerbruine tot beige, soms paarse, vlekken, waarin kleine, roodbruine puntjes, de pycnidiën gevormd worden. Hierdoor laat de korrelvulling te wensen over. In tegenstelling tot de bladvlekkenziekte (Septoria tritici) wordt dus ook de aar aangetast. De schimmel gaat met het zaad (graankorrels) over, maar blijft ook over op stroresten en stoppel.

## Morfologie
Aseksueel stadium: Pycnidiosporen zijn langwerpig en twee- tot viercellig.
Seksueel stadium: Perithecia zijn subepidermaal (half onder de epidermis). Ascosporen zijn doorzichtig en viercellig.

## Epidemiologie

### Aseksueel stadium
De schimmel overwintert op stroresten. Tijdens vochtige en warme omstandigheden worden pycnidia gevormd. Onder vochtige omstandigheden worden vervolgens pycnidiosporen gevormd, die met een rozeachtige, kleverige slijm (de cirrus) naar buiten worden geperst, waarna het slijm opdroogt. Door opspattend regenwater lost het opgedroogde slijm op en worden de sporen verspreid. Bij een voldoend lange bladnatperiode, dus vooral in een regenachtige periode, en een temperatuur van 5-37 °C kiemen de sporen. De optimale kiemtemperatuur is 20-25 °C. De kiembuis dringt het blad binnen via de intercellulaire ruimten van de epidermis en via de huidmondjes, waarna de schimmel verder tussen de cellen van het mesofyl groeit. Op de bladeren en bladscheden ontstaan donkerbruine vlekken vaak omgeven met een lichte kring. In het centrum van de geïnfecteerde, necrotische vlekken worden de pycnidia gevormd. Gedurende het groeiseizoen worden meerdere cycli doorlopen, waarbij de pycnidiosporen steeds hoger in het gewas komen en ten slotte de aren bereiken. Enkele weken voor het afrijpen ontstaan op de toppen van de kafjes bruine strepen, die later overgaan in donkerbruine tot beige, soms paarse, vlekken, waarin kleine, roodbruine puntjes, de pycnidiën gevormd worden. Vervolgens worden de graankorrels geïnfecteerd. Bij de kieming komt de schimmel met het coleoptyl boven de grond en infecteert de zaailing of doodt deze.

### Seksueel stadium
Het seksuele stadium komt voor in Europa, Australië en Noord-Amerika. De schimmel heeft twee paringstypen. Als deze elkaar ontmoeten wordt door het ene type een antheridium en door het andere een ascogonium gevormd, waarna deze samensmelten. Vervolgens wordt een pseudothecium met ascosporen gevormd. De ascosporen worden door de wind verspreid.